# آملیا گری
آملیا گری (انگلیسی: Amelia Gray؛ زادهٔ ۱۷ اوت ۱۹۸۲) یک رمان‌نویس اهل ایالات متحده آمریکا است. در سال ۲۰۱۲ نام او بین فهرست نهایی نامزدان جایزه پن/فاکنر برای داستان بود. وی که زاده توسان آریزونا است در دانشگاه ایالتی آریزونا و دانشگاه ایالتی تگزاس در سن مارکوس تحصیل کرده‌است. داستان‌های گری در نشریاتی چون نیویورکر، نیویورک تایمز و وال‌استریت ژورنال به چاپ رسیده‌است. او در حال حاضر در لس آنجلس زندگی می‌کند.

### رمان
- تهدید (۲۰۱۲)

### مجموعه داستان کوتاه
- گات‌شات (۲۰۱۵)
- موزه عجیب (۲۰۱۰)
- قبل از ظهر/بعد از ظهر(۲۰۰۹)